# کدی کالافیوره
کدی کالافیوره (انگلیسی: Cody Calafiore؛ زادهٔ ۱۳ دسامبر ۱۹۹۰) هنرپیشه، مدل، شخصیت تلویزیونی واقع نما اهل ایالات متحده آمریکا است.